# Віктор Мюффа-Жанде
Віктор Мюффа-Жанде (фр. Victor Muffat-Jeandet) — французький гірськолижник, олімпійський медаліст. 
Бронзову олімпійську медаль Мюффа-Жанде виборов на Пхьончханській олімпіаді 2018 року в гірськолижній комбінації.

## Зовнішні посилання
Досьє на сайті FIS [Архівовано 12 червня 2017 у Wayback Machine.]

## Виноски
1. ↑  Olympedia — 2006.
2. ↑  GeneaStar
3. 1 2  http://espritbleu.franceolympique.com/espritbleu/fichiers/File/JO/JO_PyeongChang/GUIDE%20EQUIPE%20DE%20FRANCE%20OLYMPIQUE%20-%20PYEONGCHANG%202018%20-%20150%20DPI.pdf — С. 55.
4. ↑  Результати гірськолижної комбінації Пхьончханської олімпіади (PDF). Архів оригіналу (PDF) за 12 вересня 2019. Процитовано 14 березня 2018.